# Paripochira
Paripochira är ett släkte av skalbaggar. Paripochira ingår i familjen långhorningar.
Kladogram enligt Catalogue of Life:
| Paripochira | \| \| Paripochira excavatipennis \| \| \| \| \| \| Paripochira griseosignata \| \| \| \| |
|             | \| \| Paripochira excavatipennis \| \| \| \| \| \| Paripochira griseosignata \| \| \| \| |
|             | Paripochira excavatipennis                                                               |
|             |                                                                                          |
|             | Paripochira griseosignata                                                                |
|             |                                                                                          |